# Gotra interrupta
Gotra interrupta är en stekelart som beskrevs av Kusigemati 1986. Gotra interrupta ingår i släktet Gotra och familjen brokparasitsteklar. Inga underarter finns listade i Catalogue of Life.